# Pringy (Marne)
Pringy es una comuna francesa situada en el departamento de Marne, en la región de Gran Este.

## Demografía
| 444 | 448 | 396 | 401 | 426 | 409 | 431 |
| Para los censos de 1962 a 1999 la población legal corresponde a la población sin duplicidades (Fuente: INSEE [Consultar]) |     |     |     |     |     |     |